# コスモシステムズ
コスモシステムズ株式会社は広島市に本社を置く診療所・薬局向けレセプトコンピュータ等の販売・サポートを中心とする企業である。中国地方を地盤とする。2010年4月1日より健康器具『ふみんぐ』を販売開始する。

## 沿革
- 1980年3月：キヤノン販売株式会社の出資を得て株式会社オータス埼玉設立。
- 2006年：商号をCOSMOSYSTEMS株式会社に改め、成和産業株式会社の完全子会社となる。
- 2009年4月：成和産業株式会社開発部門を分割吸収し、本社を広島市西区商工センターに移転する。
- 2010年1月：東京営業所を新規開設。
- 2010年4月：株式譲渡により株式会社データホライゾンの完全子会社となる。
- 2011年：本社を現在地に移転する。
- 2012年：商号をコスモシステムズ株式会社に改める。
- 2014年：株式譲渡により株式会社イーエムシステムズの完全子会社となる。

## 営業所一覧
- 広島県：本社
- 岡山県：岡山営業所
- 山口県：山口営業所
- 島根県：山陰営業所
- 愛媛県：松山営業所
- 香川県：高松営業所

## 主要取引先
ティーエスアルフレッサ株式会社、富士通エフ・アイ・ピー株式会社、リコージャパン株式会社他